# 湖州府城隍庙
湖州府城隍庙俗称府庙，位于今湖州市吴兴区府庙前街。

## 歷史
湖州府城隍庙始建于后唐清泰元年（934年），南宋绍兴十八年（1148年）重建。
明洪武二年（1369年）由阜安坊西迁至北街现址。成化十年（1474年）勞鉞任湖州知府时重修。勞鉞在任時曾修《湖州府志》，且頗有功績，于万历元年（1573年）被尊为第三代城隍神，并于庙中专修「劳公神庙」（勞公祠），俗称「庙里庙」，与「塔中塔」飞英塔、「桥下桥」潮音桥并称为「湖州三绝」。以後又經過多次重修。
清同治初年遭焚毁，同治十年（1871年）重建。
旧时湖州府庙为道教正一派主持的道观，同时也一直是市民的娱乐中心。辛亥革命後，軍閥割據時曾擬拆除，民众力爭，改為「勞公祠」。1949年以后遣散道士，府庙由曲艺书场接管，后又改为民房。

## 現狀
湖州府廟現有牌坊两座（分别在北街口和府庙前街）、大门五间（内侧出戏台三间）、东西厢楼各七间、正殿五间和寝殿五间，正殿尚保留明代建築式樣，前有光绪时所建井亭和新建钟亭各一（警钟之意）。1994年列为湖州市文物保护单位，1995年重修并恢复为道教活动场所，同时改造外围的民居，建成的府庙文化商城（古玩、小商品市场）于1996年开放。